# 618th Air Operations Center
Il 618th Air Operations Center (Tanker Airlift Control Center - TACC) è un centro operativo di tipo funzionale dell'Air Mobility Command. Il suo quartier generale è situato presso la Scott Air Force Base, nell'Illinois.

## Missione
Il centro pianifica, schedula e dirige una flotta di quasi 1.000 velivoli in supporto al combattimento, il trasporto strategico, il rifornimento in volo e le operazioni di evacuazione medica in tutto il mondo. 

## Organizzazione
Attualmente, al maggio 2017, il centro controlla:
- 618th Mobility Management Directorate (XOB)
- 618th Command and Control Directorate (XOC)
- 618th Global Channel Operations Directorate (XOG)
- 618th Mission Support Directorate (XON)
- 618th Current Operations Directorate (XOO)
- 618th Global Readiness Directorate (XOP)
- 618th Global Mobility Weather Operations Directorate (XOW)
- 618th Strategy Directorate (SRD)
- 618th Director of Operations (XOZ)